# Драгуљски љубимци (ТВ серија)
Драгуљски љубимци (јап. ジ ュ エ ル ペ ット, Juerupetto; енгл. Jewelpet) је јапанска фантастична аниме серија из 2009. године коју је произвео Студио Комет, а заснована је на франшизи Драгуљски љубимци коју су заједнички креирали Канрио и Сега Сами Холдингс. Серију је написао Атсуски Маекава (Пустоловине са Дигимонима 02, Бакуган, Фреш Прети Куре!) y режији Нанако Сасаки, сценариjy Такаши Јамада (Иумеиро Патиссиере), а продуцирао Казуиа Ватанабе (Онегаи Ми Мелоди) са дизајном ликова из Томоко Миакава. Емитована је на TV Osaka и TV Tokyo од 5. априла 2009. до 26. марта 2010. године, замењујући Онегаи Ми Мелоди Кирара ★ у свом почетном термину.
Драгуљски љубимци означава друго анимационо дело Студио Комет засновано на Санрио франшизи и другу најдуговечнију Санрио Аниме серију поред Кити Парадисе са 7 пуних сезона. Примећено је да серија има јединствену причу, ликове и елементе који се врте око магије, вештица и aлхемије. Аниме се проширио у још шест серија, један филм, три званичне адаптације шођо манге, један званични лагани роман и разне сценске представе, који су се такође преселили са свог претходног емитера ТВ Осака на ТВ Токио. Свака серија била је потпуно одвојена сезона до сезоне, са различитим ликовима и причама.
Crunchyroll SAS (раније Viz Media Europe) тренутно је лиценцирао и прву серију и Твинкле у Европи. За разлику од осталих серија Санрио, никада није објављена у Сједињеним Државама.

## Емитовање и синхронизација
У Србији серија је премијерно емитована 2013 - 2014. године на каналу Хепи синхронизована на српски језик. Синхронизацију је радио студио Хепи ТВ. Нема ДВД издања.

## Радња

### Драгуљски љубимци - Драгуљско Срце
У магичном свету Земље драгуља, три чаробњака претворила су Драгуљске љубимце у драгуље како би могли мирно да се одморе у Шуми из снова, изузев Руби, белог зеца који воли да се зезне. Али током испоруке драгуља у шуми, Пеликана који је испоручивао драгуље, снажни ветар га је одувао, узрокујући да се драгуљи раштркају по целом граду Такарагасеки на земљи. Руби, која је сада кажњена, послата је на Земљу по своје пријатеље. На Земљи је студент по имену Ринко Коугиоку заједно са пријатељицом Минами видео групу звезда падалица, не знајући да су кућни љубимци расути у граду у којем живе. Након тога, Ринко је била на свом балкону и посматрао ноћно небо и угледао једну ружичасту звезда падалица и пала у њену чашу са водом. Сутрадан, она и њен пријатељица одлазе у златару да испитају драгуљ, али су потом ушле у пљачку златаре. Спасио их је дечак по имену Кеиго Татеваки и видео црвени драгуљ који Ринко има. Затим им је објаснио да ради за посебну организацију која је повезана са великим мађионичарима Земље драгуља, рекао им је о драгуљима, а такође им је рекао да су сви расејани по целом граду. Ринко је прихватила понуду да окупи све Драгуљске љубимце назад у Земљу драгуља и пробудила је Руби користећи Драгуљску Књигу. Сада се удружујући са Минами и Аои, сада је њихов задатак да окупе све Драгуљске љубимце и одвезу их натраг у Земљу Драгуља пре него што их зли Драгуљски љубимци по имену Диана и Диан први пронађу. Сада се јунаци морају суочити с њима и са пустоши и хаосом који ће настати и у Земљи драгуља и у Људском свету.

### Драгуљски љубимци - Драгуљ Среће ☆
У Земљи Драгуља, Драгуљски љубимци, група животиња које имају природну способност да користе магију живела је у складу са Мађионичарима који похађају Академију Магије како би научили како користити магију са својим драгуљима. Међутим, Руби, бела јапанска зечица чија магија понекад закаже, одређена је да оде у Људски свет да тражи партнера чији се осећаји њеног срца подударају с њеним. Али када користи карту коју јој дају мађионичари, случајно је шаљу у Људски свет. Тамо је девојка по имену Акари Сакура среће на плажи на путу до школе. У почетку је Акари не може да разуме због њеног језика Земље драгуља, али Руби једе посебне бомбоне како би могла да говори и разуме људски језик. Како дан пролази, Руби зна за своје проблеме у школи, а касније се извинила рекавши да није знала Акари-не личне проблеме док је покушава развеселити. Док Акари прихвата Руби, на њеној руци се појављује драгуљ и она схвата да ју је Руби изабрала за партнера. Након тога, она одлучује да постане студент у Земљи Драгуља, заједно са Руби, жели прикупити 12 Магичних Драгуља како би ушли у Драгуљ Стар Гранд При. Награда је да ће им се остварити три жеље.

### Драгуљски љубимци - Драгуљски Сјај
Земља Драгуља је чаробно место у којем живе бића позната као Драгуљски љубимци. Део Земље Драгуља је Светлуцава Академија, школа у којој и људи и Драгуљски љубимци похађају студије у средњој школи. Руби, бели јапански зец Драгуљски љубимци, студирала је у злогласном одељењу за шљиве класе 3 академије, заједно са својим пријатељима, посебно својим школским колегом и цимером Каноном Мизусхироуом. Сматрали су да су познати као „Класа изгубљених узрока“, сви сањају да дипломирају на академији и наставе даље кроз своје снове, упркос дисфункционалном понашању класе и озбиљним урнебесним лудоријама. Руби и њени школски другови морају учинити све што су могли да дипломирају, издржати пуно тестова и урнебесних ситуација које су им бачене, а за Руби, издржати свог досадног цимера Канон, држећи се заједно кроз густе и танке и покушавајући да освоји срце свог једног и јединог симпатија, Микаге Схираисхи.

### Драгуљски љубимци филм - Слатка Игра Принцезе
Руби и неки њени пријатељи су сви кренули у Земљу Слаткиша, дом Свитспете, како би прославили њен рођендан посебним плесом. Међутим, током припрема, чудна ствар пада са неба, у којој се налази Свеетспет дечак по имену Гумимин. Свима непознат, он је можда једини који може спасити Земљу Слаткиша од надолазећег хаоса и мора појести све слаткише у Земљи Слаткиша како би је спасио.

### Драгуљски љубимци - Кира ☆ Децо!
У Легенди о Земљи Драгуља, Драгуљски љубимци су рођени из љубави и бриге њихове краљице Драгуљских љубимцима. Међутим, чудан метеор се сруши у Зрцалну куглу, уништавајући је на милион комада, а сви њени фрагменти названи "Децо драгуљи" расути су по земљи драгуља. У данашње време, Руби и власница продавнице Кира Кира, има нешто на блиставим украсима и воли да сакупља све што блиста и блиста. Њени пријатељи Гарнет и Сафи понекад мисле да је она у неким случајевима необична. Међутим, када су она и остали сазнали за легенду о огледалној кугли и украшеним камењем, сви су одлучили да их потраже, док сви не упознају 5 чудних појединаца званих КираДецо 5. Група такође има исти циљ, да сакупе украшене драгуље, и спријатељити се са љубимцима посебно са једним од њихових чланова: Пинк Оомииа. Сада група треба да окупи све Децо драгуље и заустави Вечну Тмину да завлада људским светом.

### Драгуљски љубимци - Драгуљска Срећа
Једног дана у чаробном свету Земље драгуља, Лејди Драгуљица поверила је Руби Мгични драгуљ са задатком да склапа пријатељства и сакупља чаробне драгуље. У исто време она треба да похађа Академију Драгуља да би то учинила и отворила продавницу која се зове Драгуљки Кафе. Међутим, са њеним пријатељима ствари нису ишле добро онако како се очекивало, јер се сматра да је кафић напуштен и да му треба пуно посла да би напредовали и постигли тај циљ који Руби очекује. Али када је упознала тројицу ученика средње школе по имену Цхиари Тсукикаге, Нене Коное и Рурука Ханаиама, она је одлучила да се спријатељи са тим и прихватила је њихову помоћ у управљању кафеом. Сада, она и њени пријатељи морају заједно да раде како би кафић напредовао, држали се заједно кроз добру и злу срећу, као и штитећи Драгуље од крађе.

### Драгуљски љубимци - Дама Драгуља
Момона је обична средњошколка. Једног дана, док је присуствовала церемонији венчања свог рођака, Момона наилази на слатку зечицу по имену Руби. Управо тада, она се налази пребачена у палату драгуља где се бирају девојке да постану кандидати за следећу краљицу земље драгуља. Руби јој открива да је изабрана да постане следећа кандидаткиња Лејди Драгуљице да постане краљица Земље драгуља. Тако да Момона није имала избора осим да прихвати да постане кандидат за следећу краљицу.

### Драгуљски љубимци - Магична Промена
Дворац драгуља је изгубио сву своју магију и пада са неба усред руралног људског града. Становници драгуља сазнају да су људи изгубили свако интересовање за магију. Да би повратили веру у магију, драгуљски љубимци се претварају у људе да би више проучавали о њима.

### Драгуљски љубимци - У Бекству
Прича је о мафијашкој организацији коју предводи Лабра, која жели да однесе позитивна осећања од света. Она бескрајно јури Руби, која одбија да учествује у организацији.

### Драгуљски љубмици - Пометња на Фестивалу Драгуља
Земља драгуља је мистериозно, а опет магично место у којем живе сви драгуљи, животиње надарене драгуљским очима. Једног дана, сама Руби је заузета припремама за овогодишњи Фестивал драгуља који ће се одржати у њеном граду. Али усред припрема, нова особа се управо преселила у град и одлучила је да живи са Руби. Назвавши се Лолип, Руби није сигурна да ли је Драгуљски љубимац због недостатка магичних вештина, али одлучује да буде пријатељ с њом током свог боравка. Како су се свечаности на предстојећем фестивалу одвијале без проблема, Лолип је имала проблема да помогнемо свима на фестивалу због недостатка магичних вештина. Међутим, да ли јој је ово довољно да зна ко је заправо и да нађе своје место?

## Улоге (Сезона 1)
| Име лика | Глас             |
| -------- | ---------------- |
| Ринко    | Ери Камеи        |
| Руби     | Аиака Саитоу     |
| Минами   | Акина            |
| Гарнет   | Аиа Хирано       |
| Аои      | Мииуки Савасхиро |
| Сафи     | Нозоми Сасаки    |
| Перидот  | Иуки Каида       |
| Диан     | Јун Фукуима      |
| Диана    | Руми Схисхидо    |
| Кинг     | Хиденобу Киуцхи  |

## Улоге (Сезона 2)
| Име лика         | Глас               |
| ---------------- | ------------------ |
| Акари            | Натсуми Такамори   |
| Руби             | Аиака Саитоу       |
| Лабра            | Мииуки Савасхиро   |
| Мирија           | Аиана Такетатсу    |
| Гарнет           | Аиа Хирано         |
| Санго            | Аи Схимузу         |
| Сара             | Азуса Еноки        |
| Сафи             | Нозоми Сасаки      |
| Перидот          | Иуки Каида         |
| Леон             | Кењи Акабане       |
| Диан             | Јун Фукуима        |
| Никола           | Момоко Оохара      |
| Титан            | Ерика              |
| Алма             | Мегуми Такамото    |
| Дијана           | Руми Схисхидо      |
| Опал             | Мииуки Савасхиро   |
| Јума             | Шинносуке Тачибана |
| Сулфур           | Атсусхи Коусака    |
| Тор              | Јунко Такеуцки     |
| Маријана         | Рие Кугимииа       |
| Каија            | Кана Сакаи         |
| Катарина         | Реи Матсузаки      |
| Рил              | Томоми Фујита      |
| Анђелина         | Мако               |
| Амел             | Аои Иууки          |
| Директор Молд    | Хиросхи Схимозаки  |
| Рин              | Маиу Хаиакава      |
| Учитељица Халита | Мика Исхибасхи     |
| Милки            | Аиана Такетатсу    |
| Луна             | Руми Схисхидо      |
| Лејди Драгуљица  | Ао Такахасхи       |
| Марија           | Иуки Каида         |
| Акира            | Хиденобу Киуцхи    |
| Моника           | Иука Игуцхи        |

## Улоге (Сезона 3)
| Име лика        | Глас             |
| --------------- | ---------------- |
| Шоуко           | Мииуки Савасхиро |
| Хината          | Аки Тоиосаки     |
| Гарнет          | Аиа Хирано       |
| Лабра           | Мииуки Савасхиро |
| Канон           | Реи Мацузаки     |
| Перидот         | Иуки Каида       |
| Руби            | Аиака Саито      |
| Санго           | Аи Схимизу       |
| Титан           | Ерика            |
| Амел            | непознато        |
| Анђела          | Аки Тоиосаки     |
| Аква            | Косике Окано     |
| Брауни          | Иуи Хатано       |
| Шарлот          | непознато        |
| Чите            | Мииуки Савасхиро |
| Чокола          | непознато        |
| Диан            | Јун Фукуиама     |
| Диана           | непознато        |
| Дона            | Саки Фујита      |
| Еклан           | Чива Саитоу      |
| Флора           | Аки Канада       |
| Гранит          | Атсусхи Тамару   |
| Хани            | Мое Мукаи        |
| Џаспер          | Кенн             |
| Лејди Драгуљица | Јуко Мизугучи    |
| Каија           | непознато        |
| Кинг            | Хиденобу Киуцхи  |
| Крис            | Аки Канада       |
| Луна            | непознато        |
| Макарониа       | Мију Мацуки      |
| Мелорина        | Осука Оогаме     |
| Непхрајт        | Мегуми Озаки     |
| Прејз           | Аико Ивамура     |
| Пуринки         | Мана Мацуфуји    |
| Ралд            | Маиуми Тсуцхија  |
| Рин             | Маи Хаиакава     |
| Сакуран         | непознато        |
| Тор             | Јунко Такеуцхи   |
| Јуку            | Хитоми Јошита    |

## Списак епизода (Сезона 2)
| Број. | Наслов | Датум емитованја |
| --- | --- | ---------------- |
| 1 | "Акари и Руби!" Transcription: "Rubī to Akari de dokki ☆ doki!" (Japanese: ルビーとあかりでドッキ☆ドキ!)                     | Н/А              |
| Руби, Драгуљски љубимац, долази у чувену Земљу Драгуља, да би похађала Академију Магије мора да пронађе Раре Раре са одговарајућим срцем, на Земљи, Руби упознаје Акари, девојчицу са одговарајућим срцем, на крају заједно одлазе на Академију Магије. | |                  |
| 2 | "Рубин захтев!" Transcription: "Yumemiru jueru de dokki ☆ doki!" (Japanese: 夢みるジュエルでドッキ☆ドキ!)                    | Н/А              |
| Акари одлази у Земљу Драгуља, тамо упознаје Мирију и Леона који јој причају о свему што треба да зна, Акари се стиди својих снова па је њен сан хтео да побегне, када је Акари схватила да сваки сан има свој сјај, сан јој се вратио и због тога је Акари добила свој први Магични Драгуљ. | |                  |
| 3 | "Лабрина магија!" Transcription: "Rabura no himitsu de dokki ☆ doki!" (Japanese: ラブラのひみつでドッキ☆ドキ!)               | Н/А              |
| Када Акари и Руби траже учионицу, Лабра украде Рубиин цвет трешње, називајући их луткама. Касније, Руби и Акари одлазе на часове и сазнају да Лабра нема свог партнера и да има неке тајне моћи. Када Лабра својим плачем разбије статуу директора, она, Руби и Акари се удружују да је поправе, чинећи је својим партнером. | |                  |
| 4 | "Миријина магија!" Transcription: "Miria no mahō de dokki ☆ doki!" (Japanese: ミリアの魔法でドッキ☆ドキ!)                    | Н/А              |
| У Раре раре свету, Мирија се облачи и креће у Земљу Драгуља. Акари не успева у другом покушају да поздрави Јуму и такође крене према Земљи Драгуља, слетевши на Мирију, покваривши њен изглед и изгубивши торбу. С обзиром да је Леон искористио превише своје магије у заштити школе од ватре, Мирија се заклиње да ће заштитити школу. Уз помоћ Акари, она побеђује ватру, зарађујући свој трећи Магични Драгуљ. | |                  |
| 5 | "Сарине чаролијице!" Transcription: "Kiete chijin de dokki ☆ doki!" (Japanese: 消えて縮んでドッキ☆ドキ!)                     | Н/А              |
| Представљен је нови учитељ по имену Сулфур, а касније га је на његово место поставила Сара. Акари сазнаје да је Сара већ научила напамет сваки уџбеник сваког одељења и сада ствара нове чаролије. Када Сулфур размишља о томе зашто је Сара још увек у четвртом разреду, Халита објашњава да једино што може да разуме су ствари које може да учи и памти. | |                  |
| 6 | "Куповина путем наручивања!" Transcription: "Mahō tsūhan de dokki ☆ doki!" (Japanese: 魔法通販でドッキ☆ドキ!)                | Н/А              |
| Директор Молд наручио је још један од својих опасних предмета преко куповине путем наручивања, од којих су три предмета против штуцања. Када су сви ти предмети изкоришћени, Акари и њени пријатељи морали су да побегну од чудовишта кад су Лабра и Перидот дошле, Лабра је престала да штуца и чудовиште је нестало. На крају, Лабра је током целе године освојила бесплатни сладолед у кафићу са јагодама. | |                  |
| 7 | "Цвет хиљаду и једне ноћи!" Transcription: "Tsukiyo no mahō de dokki ☆ doki!" (Japanese: 月夜の魔法でドッキ☆ドキ!n)          | Н/А              |
| Руби и Акари су тражили цвеће од 1000 и 1 ноћ како би излечиле Акарину стидљивост када су сазнале да тај цвет не цвета, Акари је одустала а Руби је назива кукавицом. Руби и њени пријатељи отишли до Старе вештице у Источној пећини, Акари је морала да их спасе. | |                  |
| 8 | "Динг Донг магија!" Transcription: "Di Don Beru ni dokki ☆ doki!" (Japanese: ディドンベルにドッキ☆ドキ!)                     | Н/А              |
| Школска звона изненада се покидају и директор их обавештава да чак ни он не може да поправи звона. Током вежбања чаролије Рангула, Акари обавештава Руби и Лабру да је одлучила да не циља на Магични драгуљ јер осећа да јој је то немогуће. Акари налети на девојчицу по имену Џуди која такође вежба чаролију Рангула након што је забрљала, а касније сазнаје да је добила дужност да звони на школским звонима. Иако у почетку није самопоуздана, одлучује да покуша и успешно поправи звона. Акари сазнаје да је Џуди ученица која је пре 12 година освојила титулу Драгуљ Стар и одлучује да сама циља на Драгуљ Стар.                                                                                     | |                  |
| 9 | "Први испити!" Transcription: "Hajimete no shiken de dokki ☆ doki!" (Japanese: 初めての試験でドッキ☆ドキ!)                   | Н/А              |
| Да би завршила први испит, Акари мора да ради са Саром и Миријом и да ухвати Тату, који је директору украо драгоцени микрофон за караоке. | |                  |
| 10 | "Мистериозна ноћ!" Transcription: "Fushigina yoru ni dokki ☆ doki!" (Japanese: ふしぎな夜にドッキ☆ドキ!)                     | Н/А              |
| Тор и Сулфур су се договорили да направе тест у сабласној Академији Магије, Акари и њени пријатељи открили су да су сви трикови, осим последњег лажни. | |                  |
| 11 | "Друштво тата!" Transcription: "Papa no kaisha de dokki ☆ doki!" (Japanese: パパの会社でドッキ☆ドキ!)                        | Н/А              |
| Разред вежба магију трансформације и сви одлучују да се трансформишу у своје тате, али Акари је неугодно да покаже свог оца, јер није баш кул и на крају лаже разреду да то није тачно. Халита јој каже да пажљивије посматра свог оца и покуша поново на следећем часу и на крају одводи не само Лабру кући, већ и два друга Драгуљска Љубимца. Након разговора с њим и разгледања брода, схвата колико је њен отац заиста кул. Сутрадан, Акари свом разреду показује исту слику оца коју им је показала пре него што им је објаснила колико га воли. | |                  |
| 12 | "Манга и снови!" Transcription: "Yume to manga de dokki ☆ doki!" (Japanese: 夢とマンガでドッキ☆ドキ!)                        | Н/А              |
| Акари жели да буде уметник манге. Када је њена сестра рекла да постоји такмичење у манги, Акари проводи већину свог слободног времена цртајући љубавну причу. Али на крају је одустала од такмичења и нацртала мангу о Лабри и Руби. | |                  |
| 13 | "Леонова тајна!" Transcription: "Reon no himitsu ni dokki ☆ doki!" (Japanese: レオンの秘密にドッキ☆ドキ!)                    | Н/А              |
| Мирија, Акари, Сара и Леон иду на пикник, али Миријини колачићи имају грозан укус, Леон је предложио да их потопе у кокосов сок. Након пикника, Леон се повредио на лозу која је била намењена Лабри, па је Диан отишао до змајевог извора како би излечио Леонове ране. | |                  |
| 14 | "Миријина песма!" Transcription: "Miria no uta de dokki ☆ doki!" (Japanese: ミリアの歌でドッキ☆ドキ!)                        | Н/А              |
| Мирија је узбуђена због учешћа на истом такмичењу које је прославило њену маму и која је спремна да освоји прво место, посебно зато што је обећала да ће доћи. Током аудиције, њена мама заиста касни и Мирија се стварно узнемири и одлучује да напусти аудицију и враћа се у Земљу драгуља. Акари је прати у покушају да је заустави, али на крају сви иду, осим Лабре. По доласку случајно преврну хаљину њене мајке и упропасте је спречавајући је да оде на аудицију која је чини познатом. Мирија је одувек желела да постане певачица попут ње, али негде је то заборавила па су поправили хаљину, а мама одлази на аудицију.                                                                              | |                  |
| 15 | "Битка слаткиша!" Transcription: "Suītsubatoru de dokki ☆ doki!" (Japanese: スィーツバトルでドッキ☆ドキ!)                    | Н/А              |
| Каија, Амел и Рил изазвале су Руби, Сафи и Гарнет на такмичење у кувању - али Руби је једина која не зна да кува. На крају је победила на такмичењу и дала Акари колачиће које је направила. | |                  |
| 16 | "Појавио Се Ривал!?" Transcription: "Raibaru tōjō! ? De dokki ☆ doki!" (Japanese: ライバル登場!？でドッキ☆ドキ!)             | Н/А              |
| Маријана, Катарина и Анђелина се представљају девојчицама и мада прилично нервирају Сару и Мирију. Убрзо сазнају за свој губитак драгуља и постају прилично љуте. Леон их одбија што их још више љути, посебно када виде како му Акари пада у загрљај након саплетања. Сара и Мирија потом изазивају девојке на меч, у коме победи онај ко направи бољу венчаницу, а Леон треба да буде судија. Иако је Маријанина хаљина била прилично дречава, Леон одабире Акарину хаљину на бес магичних анђела. | |                  |
| 17 | "Погодак дуге!" Transcription: "Niji no shūto de dokki ☆ doki!" (Japanese: 虹のシュートでドッキ☆ドキ!)                       | Н/А              |
| Акари је рођендан па одлучује да купи поклоне за свој рођендан и направи себи рођенданску забаву. Акари затим види Јуму како игра кошарку у парку и каже Акари да дође и гледа. Међутим, Лабра нестаје па Руби и Акари почињу да је траже. Убрзо проналазе Лабру, али док је пронађу, кошаркашки меч је већ почео. Акари се трансформише да би дошле до меча и стигле на време у последњих 30 секунди. Јума је види и одлучује да јој упути три поена као рођендански поклон. | |                  |
| 18 | "Тест старе даме!" Transcription: "Obaba no shiken de dokki ☆ doki!" (Japanese: オババの試験でドッキ☆ドキ!)                  | Н/А              |
| За следећи испит, Леон и Мирија морају узети крљушт од црног змаја, Сара мора пронаћи неке биљке, док ће Никола и Акари добити задатак да им се вештица из западне пећине захвали и рок је 3 дана. Акари схвата зашто та вештица толико мрзи Рарераре, због слике дечака са ожиљком на обрви. Упркос њиховим напорима. Таман кад су хтели да оду без захвалности, Акари враћа слику и вештица им случајно каже хвала и донесе им Магични Драгуљ. | |                  |
| 19 | "Никола и Титан!" Transcription: "Nikora to chitāna de dokki ☆ doki!" (Japanese: ニコラとチターナでドッキ☆ドキ!)             | Н/А              |
| Никола и Титана се потуку и покушају да потраже новог партнера. Акари одлучује да се трансформише у Јуму, а Руби облачи костим како би их помириле. | |                  |
| 20 | "Десетострука магија!" Transcription: "Ju-Bai mahō de dokki ☆ doki!" (Japanese: １０倍魔法でドッキ☆ドキ!)                    | Н/А              |
| У Људском свету је летњи фестивал. Акари је управо завршила своју недавну мангу и одлази у Земљу Драгуља на годишњи фестивал који се одржава сваке 4 године. Они могу да направе било коју чаролију која је 10 пута моћнија од њихове изворне магијске моћи, али то могу учинити само једном. Одједном се догоди катастрофа. | |                  |
| 21 | "Ko Je Ko!" Transcription: "Dotchi ga dotchi de dokki ☆ doki!" (Japanese: どっちがどっちでドッキ☆ドキ!)                      | Н/А              |
| Сви су уврстили свој нови чаробни напитак, осим Мирије и Саре. Док прави њихове напитке, директор улази и меша оба њихова напитка што ствара хаос, док мења и Мирију и Сарина тела. Да би се вратили у нормалу, обоје морају да препешаче километар у кожи другог. А ако некоме кажу тајну, обоје се претворе у крастаче. | |                  |
| 22 | "Лето! Време је за плажу!" Transcription: "Natsu da~! Umi da! De dokki ☆ doki!" (Japanese: 夏だっ!海だっ!でドッキ☆ドキ!)     | Н/А              |
| Акари и сви у њеном разреду су на плажи, али имају још један магични испит. Овога пута морају да пронађу предмет под називом „Дугин бисер“, који се налази дубоко на дну океана. Наилазе на свакакве невоље, па чак и са Магичним анђелима. | |                  |
| 23 | "Мистериозни чаробњак!" Transcription: "Nazo no Mahōtsukai ni dokki ☆ doki!" (Japanese: 謎の魔法使いにドッキ☆ドキ!)          | Н/А              |
| Ноћна недеља је започела у Земљи драгуља, Акари и тим помажу Леону да покуша да помогне Диан-у да поврати свој глас истраживањем. Акари сазнаје да постоји огледало које може рећи све, али оно је унутар старе школске зграде у коју нико не сме да уђе. Акари свеједно оде и угледа дечака који изгледа попут Јуме по имену Алма. | |                  |
| 24 | "Мистериозна стара зграда школе!" Transcription: "Nazo no Kyū kōsha de dokki ☆ doki!" (Japanese: 謎の旧校舎でドッキ☆ドキ!)   | Н/А              |
| Акари не може да преболи оно што се догодило претходног дана и пита Јуму да ли познаје некога по имену Алма. Он чак ни не зна о чему Акари говори па се она упутила у Земљу драгуља. Када Акари стигне, сви је хвале због њене моћне борбе са Алмом и наставници објашњавају ко је он. Изгледа да Акари не може да је скрене с ума и размишља о томе зашто Алма толико личи на Иуму. Мириа и Акари на крају налете једна на другу и Диана их одводи натраг у зграду старе школе како би се суочила са Алмом. Током битке, Мириа користи напитке, али не иде баш онако како је планирано, а Алма их на крају спасава. Појављује се Алмин други Јевелпет који им говори и они сазнају да је Алма заправо девојчица. | |                  |
| 25 | "Забрањена чаролија!" Transcription: "Kindan no jumon ni dokki ☆ doki!" (Japanese: 禁断の呪文にドッキ☆ドキ!)                 | Н/А              |
| Акари остаје с Алмом док се не пробуди и прати је напољу говорећи јој да познаје Иуму. Чувши то, Алма тражи да погледа Акари-јева сећања на Јуму и објашњава да је он њен брат близанац и да их је дама Јевелина раздвојила док су били млади. Акари се зареће да ће постати бољи мађионичар од Јевелине и пробудити њену мајку како би сви могли поново да живе као срећна породица. Акари се касније придружује остатку и захваљујући Сарином експерименту сазнају истиниту историју онога што се догодило, али Алма покушава да отвори печат. | |                  |
| 26 | "Чаролија осмеха!" Transcription: "Hohoemi no jumon ni dokki ☆ doki!" (Japanese: ほほえみの呪文にドッキ☆ドキ!)               | Н/А              |
| Руби сазнаје где је Акари и одлази са Лабром да је врати. Акари користи чаролију смеха коју је научила из сећања на Опал, када је отопила сав лед добила је још два Магична Драгуља, чинећи је ученицом петог разреда. Када се она врати у свој свет и пронађе Јуму, он изговара чаролију смеха која је једино чега се сећа од своје мајке. | |                  |
| 27 | "Камп манга уметника!" Transcription: "Manga Gasshuku de dokki ☆ doki!" (Japanese: マンガ合宿でドッキ☆ドキ!)                 | Н/А              |
| Акари је замало постала вођа изложбе манге, али Маи нуди уместо тога. У почетку, група не може да се одлучи за причу, али Акари нуди да направе причу која укључује све њихове идеје. Иако испрва иде добро, брзо се враћају у застој. Таман када су хтеле да достигну свој врхунац, ружа коју су јахале вене, а Акари и остали су се на крају трансформисали како би спасили све и омогућили им да заврше причу. Када се пробуде, сви мисле да је то био сан, али су поново пуни енергије и способни су да заврше мангу. На крају је то био огроман успех и девојке се радују својој следећој манги. | |                  |
| 28 | "Магични запис!" Transcription: "Onpu no Mahō de dokki ☆ doki!" (Japanese: 音符の魔法でドッキ☆ドキ!)                         | Н/А              |
| Мирија се узнемирила јер је тек друга на аудицији за певање, док Акари има један драгуљ више од ње. Гарнет и Санго желе да је развеселе па праве концерт за Мирију, али нико није дошао јер су заузети. Мирија је љутито рекла да је одустала од сна, а онда су се Гарнет и Санго изненада онесвестиле. Касније су се Гарнет и Санго разболеле због тога што је Мирија изгубила своје снове. Мирија им је тада отпевала песму и опоравиле су се. Мирија обећава да никада неће одустати од својих снова, а онда је добила још један драгуљ. | |                  |
| 29 | "Битка џентлмена!" Transcription: "Ikemenbatoru ni dokki ☆ doki!" (Japanese: イケメンバトルにドッキ☆ドキ!)                   | Н/А              |
| Леон се бори са Сулфуром јер долази његова мајка, Канита. | |                  |
| 30 | "Фотографија за успомену!" Transcription: "Omoide no shashin ni dokki ☆ doki!" (Japanese: 思い出の写真にドッキ☆ドキ!)        | Н/А              |
| Акари је направила мангу за мамин рођендан, али је била узнемирена што јој мама није дала да покаже поклон. | |                  |
| 31 | "Сара и Сафи!" Transcription: "Shara to Safī de dokki ☆ doki!" (Japanese: 沙羅とサフィーでドッキ☆ドキ!)                      | Н/А              |
| Када Акари прати Сару до њене куће да јој врати оловку, она сазнаје да Сара живи сама у студентском дому у владиној истраживачкој установи. Акари тада сазнаје за осушену биљку коју Сара чува, за коју се касније објашњава да је поклон од њених родитеља. Видевши колико се Акари труди за њу, Сара схвата колико је заиста усамљена и заједно враћају биљку у живот. Халита даје Сари њен 11. драгуљ. | |                  |
| 32 | "Магични спортски фестивал!" Transcription: "Mahō Undōkai de dokki ☆ doki!" (Japanese: 魔法運動会でドッキ☆ドキ!)             | Н/А              |
| Почетак је Магичноф Спортског Фестибвала и победник ће добити Магични Драгуљ. Током паузе за ручак, драгуљски љубимац који прориче судбину била је шокирана када је сазнала колико Руби има среће, што ју је поново напунило енергијом до максимума. Са свим драгуљским љубимцима на стартној линији, они откривају да сви претходни мечеви нису били битни и ко год победи у овом мечу ће победити. Лабра, која је заспала након што је превише јела, пробудила се и приметила да је трка већ почела. | |                  |
| 33 | "Тежи својим сновима!" Transcription: "Yume ni mukatte dokki ☆ doki!" (Japanese: 夢に向かってドッキ☆ドキ!)                   | Н/А              |
| Акари чује гласине о својој сестри и Јума их види у библиотеци заједно због чега се гаси светло у њеном драгуљу. Руби претвара и себе и Акари у друге људе и улазе у студио где њена сестра снима. Њена трансформација се на крају распада због недостатка моћи од Руби. Када је сазнала истину, она трчи тамо где је Јума и признаје му своја осећања, што омогућава да се светлост у њеном драгуљу врати. Акари лети преко Земље драгуља и звони у школска звона у бескрајној радости и због превазилажења својих слабости. | |                  |
| 34 | "Измери своје могућности!" Transcription: "Tenbin ni kakete dokki ☆ doki!" (Japanese: 天秤にかけてドッキ☆ドキ!)              | Н/А              |
| Директор купује још једну магичну ствар из магичне поруџбине. То је ставка која им помаже да одлуче шта да раде када су у невољи. Због неслагања, на крају одлазе у Раре Раре свет преко Акариног портала. Акари сазнаје да је Јума забринут око тога како да одговори на њено признање, али је забринута да ли треба да га пита о томе или не. На крају, без обзира на то колико су корисни, дуо још увек треба да се врати и кроз неопрезно питање које им директор поставља, ствари мало измакну контроли. | |                  |
| 35 | "Ватрени Кохаку!" Transcription: "Nekketsu Kohaku de dokki ☆ doki!" (Japanese: 熱血コハクでドッキ☆ドキ!)                     | Н/А              |
| Долази драгуљски љубимац по имену Кохаку и тражи од змаја један од његових бисера и одузима га пре него што га змај заустави. Леон и остали одлучују да покупе бисер, али на крају их змајеви отерају у пећину. Заједно раде и враћају бисер, али лава тече према селу, па Леон пита своје пријатеље ко да му помогне да заустави лаву. Када се врате на језеро, стиже директор и даје Леону његов последњи драгуљ да научи да верује у своје пријатеље. | |                  |
| 36 | "Алма и Јума!" Transcription: "Aruma to yuuma de dokki ☆ doki!" (Japanese: アルマと祐馬でドッキ☆ドキ!)                       | Н/А              |
| Алма одлази у Раре Раре свет да пронађе Јуму и одведе га у Земљу драгуља. Акари прича Јуми о Земљи драгуља, а Алма сазнаје где је Јума. Алма води Јуму у Земљу драгуља где га скрива. | |                  |
| 37 | "Алмин врисак!" Transcription: "Aruma no Sakebi ni dokki ☆ doki!" (Japanese: アルマの叫びにドッキ☆ドキ!)                     | Н/А              |
| Алма води Јуму у Земљу драгуља, а остали крећу да спрече Алму да активира батест. По доласку, Алма их савлада и залеђени су на месту. Алма даје Акари свој штап и говори јој да га искористи да открије истину Алми и Јуми. Алма јој не верује и избацује и Акари и Јуму и разбија печат на батесту. | |                  |
| 38 | "Запечаћење цвета!" Transcription: "Hana no fūin ni dokki ☆ doki!" (Japanese: 花の封印にドッキ☆ドキ!)                        | Н/А              |
| Група покушава да заустави батест, али се показало да је то претежак задатак. Обавештени су да ће њихови магични драгуљи нестати. Уз малу помоћ Лејди Драгуљице, Драгуљски Љубимци су у могућности да својим партнерима врате своје Магичне драгуље. Касније, Акари и Јума разговарају о дневним догађајима, а Јума каже Акари да ће сигурно поново видети Алму једног дана. | |                  |
| 39 | "Снежна ноћ!" Transcription: "Sunōnaito de dokki ☆ doki!" (Japanese: スノーナイトでドッキ☆ドキ!)                             | Н/А              |
| Акари показује Јуми Земљу драгуља током Божића. | |                  |
| 40 | "Светлуцајућа округла стварчица!" Transcription: "Kira-kira Koron de dokki ☆ doki!" (Japanese: キラキラコロンでドッキ☆ドキ!) | Н/А              |
| Нова година стиже и Перидот је упознала новог ученика са Академије магије по имену Ралд са Акари, Руби и Лабром. Ралд тражи "Светлуцајућу округлу стварчицу" за њега да оствари жељу и пронађе партнера. На крају су дисциплиновали и драгуљски љубимци и Акари су Ралду дали „Светлуцајућу округлу стварчицу“ коју је тражио: Отошидаму са новчићем од 500 јена. | |                  |
| 41 | "Шума печурака!" Transcription: "Kinoko no Mori de dokki ☆ doki!" (Japanese: キノコの森でドッキ☆ドキ!)                       | Н/А              |
| Последњи испит ће почети ускоро пошто ће Драгуљ Стар почети. Руби остаје на академији преко ноћи учећи, не говорећи о томе Акари и Лабри. Следећег дана, Акарин, Сарин и Миријин последњи испит биће прикупљање лековитог цвећа да би излечило грло директора. Такође су сазнали да су Печурци били у великој свађи и да их треба поново ујединити, али Руби се успут разболела, због њеног преноћишта. Сада, Акари и њени пријатељи морају да излече Руби, а да у исто време помогну људима из Шуме печурака да се сложе. | |                  |
| 42 | "Гранд при починје!" Transcription: "Guranpuri kaimaku de dokki ☆ doki!" (Japanese: グランプリ開幕でドッキ☆ドキ!)            | Н/А              |
| Једном сваких 12 година, цвет драгуља унутар Магичне академије процвета, сигнализирајући почетак Гранд Прија Јевел Стар. Сада су сви узбуђени због такмичења, осим Мирије, која има само 11 драгуља. Након што су Акари и група отишли у Џевелинин замак да би се догађај одржао, наишли су на њих Магични анђели и критиковали их. Мириа се заузела за њих око такмичења. Чим су Акари, Сара, Леон и Никола видели Мирију, сажалили су се и одлучили да се не такмиче на турниру без ње. Због Миријине љубазности, директор Молдавите јој је дао дванаести и последњи Јевел Стоне, дозвољавајући јој да се такмичи у Великој награди Јевел Стар заједно са својим пријатељима.                                   | |                  |
| 43 | "Леон и Никола" | Н/А              |
| | |                  |
| 44 | "Одело снова" | Н/А              |
| 45 | "Одличан љубавни план" | Н/А              |
| 46 | "Преокрет у преокрету" | Н/А              |
| 47 | "Мистериозна девојчица" | Н/А              |
| 48 | "Акари и Мирија" | Н/А              |
| 49 | "Сарина борба" | Н/А              |
| 50 | "Последња чаролија" | Н/А              |
| 51 | "Блистајуће чудо" | Н/А              |
| 52 | "Три жеље" | Н/А              |